# Auburn (Contea di Fond du Lac, Wisconsin)
Auburn è un comune degli Stati Uniti, situato in Wisconsin e in particolare nella Contea di Fond du Lac.